# محمدو سوسوهو
محمدو سوسوهو (انگلیسی: Mahamadou Susoho؛ زادهٔ ۲۰ ژانویهٔ ۲۰۰۵) بازیکن فوتبال اهل اسپانیا است که در حال حاضر برای باشگاه فوتبال منچستر سیتی بازی می‌کند.

## دوران ملی
وی در تیم‌های ملی فوتبال زیر ۱۶ سال انگلستان، زیر ۱۷ سال اسپانیا و زیر ۱۸ سال اسپانیا بازی کرده‌است.

## زندگی شخصی
سوسوهو از پدر و مادری گامبیایی در اسپانیا به دنیا آمد و در سن ۱۱ سالگی با آنها به انگلستان نقل مکان کرد. او به زبان کاتالانی مسلط است.